# Selenia basireducta
Selenia basireducta là một loài bướm đêm trong họ Geometridae.